# Monomorium foreli
Monomorium foreli är en myrart som beskrevs av Hugo Viehmeyer 1914. Monomorium foreli ingår i släktet Monomorium och familjen myror. Inga underarter finns listade i Catalogue of Life.